# Arfon Griffiths
Arfon Trevor Griffiths (Wrexham, 23 agosto 1941) è un allenatore di calcio ed ex calciatore gallese, di ruolo centrocampista.

## Carriera

### Calciatore

#### Club
Firma il suo primo contratto professionale con il club in cui si era formato, il Wrexham, nel maggio 1959. Con il suo club vince la coppa del Galles 1960. Le ottime prestazioni di Griffiths attirano le attenzioni dell'Arsenal, che lo acquista nel febbraio 1961 per £15.500. 
Durante la sua permanenza ai Gunners gioca 15 incontri nella massima serie inglese, ottenendo l'undicesimo posto nel First Division 1960-1961, mentre la stagione seguente il decimo. 
Nel settembre 1962 ritorna al Wrexham per £8.000. 
Rimane in forza ai gallesi sino al 1979, giocando tra la quarta e la terza divisione inglese, assumendo anche l'incarico di allenatore nel 1977, vincendo tre coppe del Galles e la Third Division 1977-1978. Con il Wrexham ha giocato 721 incontri ufficiali, segnando 143 reti.
Nell'estate 1975 passa in prestito ai Seattle Sounders, franchigia statunitense della North American Soccer League, con cui nel campionato 1975 giunse ai quarti di finale dei play off per il titolo, perdendo contro i futuri finalisti del Portland Timbers.

#### Nazionale
Griffiths ha disputato con nazionale di calcio del Galles diciassette incontri, segnando sei reti. Il 23 maggio 1975 ha indossato la fascia del capitano.

### Allenatore
Ha guidato il Wrexham sino al 1981, sempre nella serie cadetta inglese.
Nella Fourth Division 1981-1982 guida il Crewe Alexandra, ottenendo il ventiquattresimo e ultimo posto in campionato.

## Statistiche

### Cronologia presenze e reti in Nazionale
| Cronologia completa delle presenze e delle reti in nazionale ― Galles | Cronologia completa delle presenze e delle reti in nazionale ― Galles | Cronologia completa delle presenze e delle reti in nazionale ― Galles | Cronologia completa delle presenze e delle reti in nazionale ― Galles | Cronologia completa delle presenze e delle reti in nazionale ― Galles | Cronologia completa delle presenze e delle reti in nazionale ― Galles | Cronologia completa delle presenze e delle reti in nazionale ― Galles | Cronologia completa delle presenze e delle reti in nazionale ― Galles |
| Data                                                                  | Città                                                                 | In casa                                                               | Risultato                                                             | Ospiti                                                                | Competizione                                                          | Reti                                                                  | Note                                                                  |
| --------------------------------------------------------------------- | --------------------------------------------------------------------- | --------------------------------------------------------------------- | --------------------------------------------------------------------- | --------------------------------------------------------------------- | --------------------------------------------------------------------- | --------------------------------------------------------------------- | --------------------------------------------------------------------- |
| 21-4-1971                                                             | Swansea                                                               | Galles                                                                | 1 – 3                                                                 | Cecoslovacchia                                                        | Qual. Euro 1972                                                       | -                                                                     | 46’                                                                   |
| 4-9-1974                                                              | Vienna                                                                | Austria                                                               | 2 – 1                                                                 | Galles                                                                | Qual. Euro 1976                                                       | 1                                                                     |                                                                       |
| 30-10-1974                                                            | Cardiff                                                               | Galles                                                                | 2 – 0                                                                 | Ungheria                                                              | Qual. Euro 1976                                                       | 1                                                                     |                                                                       |
| 20-11-1974                                                            | Swansea                                                               | Galles                                                                | 5 – 0                                                                 | Lussemburgo                                                           | Qual. Euro 1976                                                       | 1                                                                     |                                                                       |
| 16-4-1975                                                             | Budapest                                                              | Ungheria                                                              | 1 – 2                                                                 | Galles                                                                | Qual. Euro 1976                                                       | -                                                                     |                                                                       |
| 1°-5-1975                                                             | Lussemburgo                                                           | Lussemburgo                                                           | 1 – 3                                                                 | Galles                                                                | Qual. Euro 1976                                                       | -                                                                     | 58’                                                                   |
| 21-5-1975                                                             | Londra                                                                | Inghilterra                                                           | 2 – 2                                                                 | Galles                                                                | Torneo Interbritannico 1975                                           | 1                                                                     |                                                                       |
| 23-5-1975                                                             | Belfast                                                               | Irlanda del Nord                                                      | 1 – 0                                                                 | Galles                                                                | Torneo Interbritannico 1975                                           | -                                                                     | Cap.                                                                  |
| 19-11-1975                                                            | Swansea                                                               | Galles                                                                | 1 – 0                                                                 | Austria                                                               | Qual. Euro 1976                                                       | 1                                                                     |                                                                       |
| 24-3-1976                                                             | Swansea                                                               | Galles                                                                | 1 – 2                                                                 | Inghilterra                                                           | Amichevole                                                            | -                                                                     |                                                                       |
| 24-4-1976                                                             | Zagabria                                                              | Jugoslavia                                                            | 2 – 0                                                                 | Galles                                                                | Qual. Euro 1976                                                       | -                                                                     |                                                                       |
| 6-5-1976                                                              | Glasgow                                                               | Scozia                                                                | 3 – 1                                                                 | Galles                                                                | Torneo Interbritannico 1976                                           | 1                                                                     |                                                                       |
| 8-5-1976                                                              | Cardiff                                                               | Galles                                                                | 0 – 1                                                                 | Inghilterra                                                           | Torneo Interbritannico 1976                                           | -                                                                     | 73’                                                                   |
| 14-5-1976                                                             | Swansea                                                               | Galles                                                                | 1 – 0                                                                 | Irlanda del Nord                                                      | Torneo Interbritannico 1976                                           | -                                                                     |                                                                       |
| 22-5-1976                                                             | Zagabria                                                              | Galles                                                                | 1 – 1                                                                 | Jugoslavia                                                            | Qual. Euro 1976                                                       | -                                                                     | 46’                                                                   |
| 6-10-1976                                                             | Cardiff                                                               | Galles                                                                | 0 – 2                                                                 | Germania                                                              | Amichevole                                                            | -                                                                     | 76’                                                                   |
| 17-11-1976                                                            | Glasgow                                                               | Scozia                                                                | 1 – 0                                                                 | Galles                                                                | Qual. Mondiali 1978                                                   | -                                                                     |                                                                       |
| Totale                                                                |                                                                       | Presenze                                                              | 17                                                                    |                                                                       | Reti                                                                  | 6                                                                     |                                                                       |

## Palmarès

### Calciatore
- Coppa del Galles: 4

Wrexham: 1959-1960, 1971-1972, 1974-1975, 1977-1978
- Third Division: 1

Wrexham: 1977-1978